# Астронавт Джонс
«Астронавт Джонс» (англ. Starman Jones) — научно-фантастический роман американского писателя-фантаста Роберта Хайнлайна, написанный им в рамках серии романов для юношества. Впервые был опубликован в 1953 году издательством «Charles Scribner’s Sons».

## Сюжет
Макс Джонс, мечтающий о полётах в космос, живёт и работает на своей семейной ферме в Озарке. После смерти отца мачеха выходит замуж за человека, который пытается отобрать книги по астрогации, подаренные Максу дядей, а когда юноша отказывается отдавать их, угрожает его высечь.  Макс сбегает из дома, взяв с собой книги.
Большинство профессий контролируются гильдиями, членство в которых передаётся по наследству. Поскольку дядя Макса был членом Гильдии Астрогаторов и умер бездетным, Макс надеется, что тот назначил его своим наследником. Он добирается до космопорта на попутных машинах. В пути Макс встречает бродягу Сэма Андерсона, который кормит его и даёт полезные советы, но ночью крадёт книги.
Добравшись до космопорта, Макс обращается в Гильдию, но оказывается, что дядя скоропостижно скончался, не успев назвать наследника.  Вместе с тем обнаруживаются украденные книги. Сэм вернул их Гильдии, надеясь получить значительную сумму денег, выплаченную дядей Макса как залоговую стоимость книг. Однако он не смог выдать себя за законного владельца книг, и деньги в итоге выплачивают Максу.
В космопорту Макс случайно встречает Сэма. С помощью денег Макса Сэм добывает для него фальшивое удостоверение личности и трудовую книжку корабельного стюарда с фиктивным послужным списком. С помощью этих фальшивых документов Макс устраивается на корабль помощником стюарда. Обладая эйдетической памятью, Макс за ночь наизусть заучивает украденный Сэмом справочник стюарда. Его работа — ухаживать за животными, в том числе принадлежащими пассажирам.
Макс знакомится с молодой пассажиркой по имени Элдрет «Элли» Кобурн, хозяйкой говорящего собакопаука, за которым ухаживает Макс. От Элли командование корабля узнаёт, что Макс научился астрогации у дяди, и его переводят в стажёры-картографы, потом в стажёры-астрогаторы под руководством Главного Астрогатора Хендрикса и Главного Компьютерщика Келли. На встрече с Хендриксом Макс сознаётся, что он подделал документы, чтобы лететь в космос. Хендрикс решает не принимать никаких мер до возвращения на Землю.
Хендрикс внезапно умирает. Его обязанности принимает на себя капитан, но он слишком стар, чтобы выполнять эту работу. Помощник астрогатора Саймс, почему-то невзлюбивший Макса, придирается и оскорбляет его, а капитан не вмешивается в ситуацию. Во время одного из переходов (моментальное перемещение из одной точки пространства в другую) капитан ошибается. Макс обнаруживает ошибку, но ни капитан, ни Саймс ему не верят, и корабль оказывается в неизвестном месте за пределами исследованного пространства.
Команда и пассажиры высаживаются на пригодной для жизни планете. Вскоре оказывается, что планета заселена разумными кентаврами, поставившими животный мир планеты себе на службу. Кентавры берут в плен Макса и Элли, но её собакопаук возвращается в лагерь и приводит Сэма, который спасает пленников. От него молодые люди узнают, что капитан умер. После смерти капитана Саймс незаконно объявил новым капитаном себя, отказался подчиняться первому помощнику Вальтеру и был убит Сэмом. 
Максу и Элли удаётся добраться до лагеря, а Сэм, прикрывая их отход, убивает нескольких кентавров, но гибнет сам. Перед лицом подавляющего численного превосходства противника людям ничего не остаётся, кроме как попытаться вернуться в известную область пространства, совершив обратный переход. Задача эта возлагается на Макса, единственного оставшегося в живых астрогатора. К тому же его назначают капитаном корабля, поскольку капитан должен быть астрогатором. Ему удаётся вернуть корабль в известную область, а также выполнить работу капитана корабля.
Макса штрафуют на большую сумму, но оставляют в гильдии астрогаторов. Он получает должность помощника астрогатора на другом корабле.  Элдрет возвращается домой и выходит замуж за своего парня. Макс решает когда-нибудь изменить систему гильдий так, чтобы у каждого был свой шанс.

## Приём критиков
Грофф Конклин нашёл в романе «совершенно своеобразное и тщательно продуманное повествование». Бучер и Маккомас похвалили его за «хорошее развитие персонажа, воодушевляющее описание приключений и блестящее создание нескольких форм внеземной жизни». Рецензент New York Times Вилье Герсон назвал роман «превосходной научной фантастикой […] тщательно проработанной, доходчиво и прекрасно написанной».
Обозревая романы Хайнлайна для юношества, Джек Уильямсон определил данную книгу «как классический пример романа воспитания» и отметил, что «её сильный символизм делает книгу универсально привлекательной». Несмотря на «случайные совпадения и присутствующую местами театральность» в сюжете, Уильямсон заключил, что «роман прекрасен для несовершеннолетней аудитории, отражая известные нам надежды и страхи».